# Anders Hemmingsen
Anders Søby Hemmingsen (født 1986 i Værløse) er en dansk internetpersonlighed, som specielt er blevet kendt for sin Instagram-profil “andershemmingsendk”. 
Før han begyndte at arbejde professionelt med sociale medier, var han i syv år ansat hos DR, hvor han primært arbejdede med økonomi.

## Privat
Privat danner Anders Hemmingsen par med vanecoach Ninni Kjær.